# 岩雷鸟

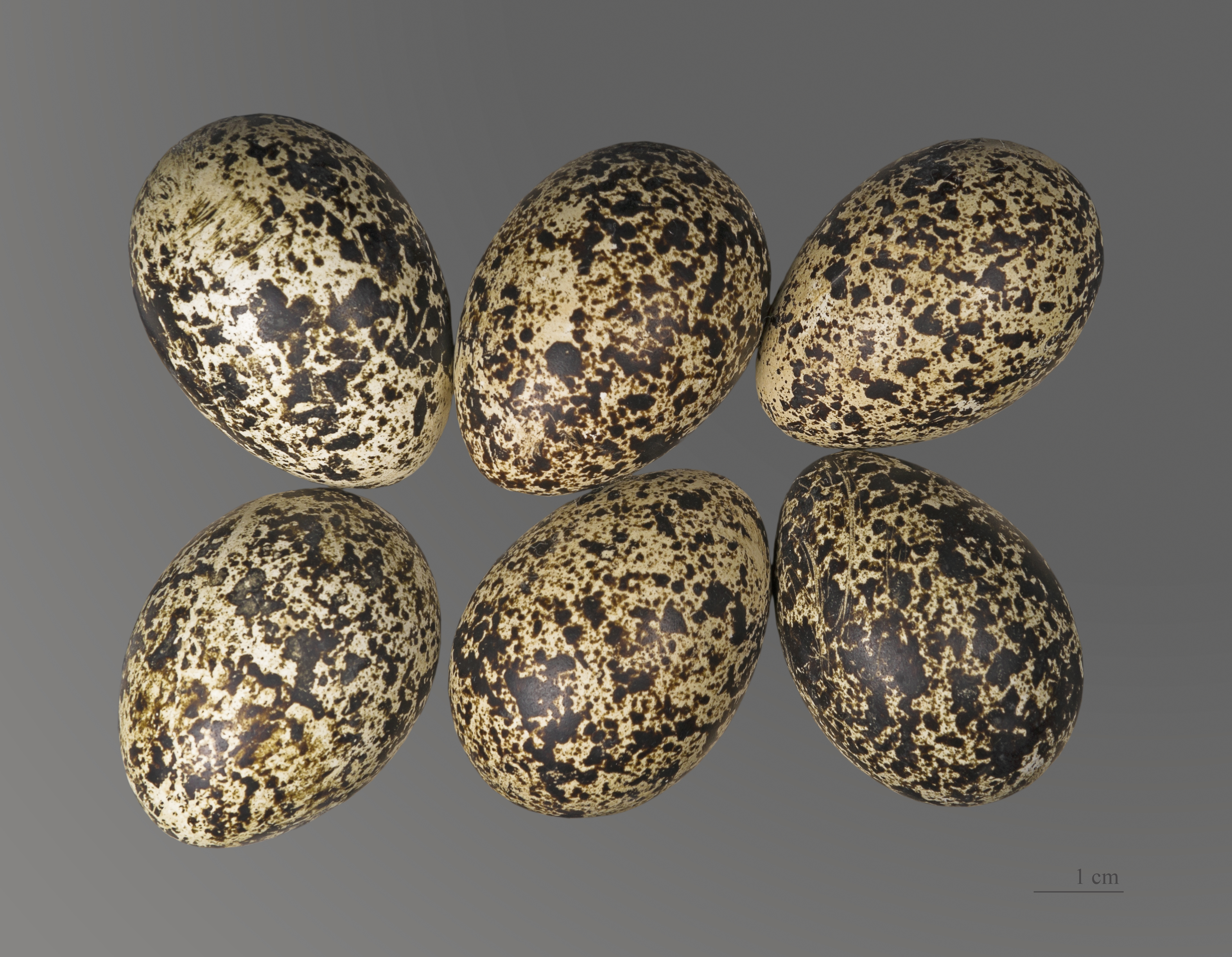
岩雷鸟的卵

岩雷鸟（学名：Lagopus muta）是雉科雷鳥屬的物種，在松鸡家族中是一种体型较小的鸟。

## 生态环境
岩雷鸟多栖息在海拔1300~2000米处的砾石苔原、桧树灌丛和沼泽地。

## 分布地域
本种分布于全北界的冻土苔原带和高山苔原带。

## 特征
中等体型松鸡。外形颇似柳雷鸟，但夏羽甚为灰暗而冬季眼先黑色。嘴较细小。虽然本种与柳雷鸟颇为相似，但在中国的地理分布相去甚远，在野外不会混淆。 岩雷鸟的叫声为粗声的kuh, kuh, kwa-kwa-kwa，雄鸟会发出awebo, awebo猛叫。

## 繁殖与保护
国家重点保护等级： 二级 生效年代： 1989年